# Denis Pankratov
Denis Pankratov (n. 4 iulie 1974, Volgograd, RSFS Rusă, URSS) este un înotător rus, medaliat olimpic. A participat la 3 ediții ale Jocurilor Olimpice (1992, 1996, 2000) în care a câștigat două medalii de aur și o medalie de argint.